# Un cucciolo di nome Clifford
Un cucciolo di nome Clifford (Clifford's Puppy Days) è una serie animata del 2003, realizzata da Scholastic, in collaborazione con Mike Young Productions (per la prima stagione). Funge da prequel alla serie animata Clifford (Clifford's The Big Red Dog).

## Trama
Ambientata due anni prima della serie originale, la serie si concentra sull'infanzia di Clifford (nonché della sua padrona Emily-Elizabeth), prima del suo trasferimento a Birdwell Island. Era il più piccolo della cucciolata del signor Bradford, finché il cane non diventò enorme e la famiglia Howard si dovette trasferire.

## Episodi
Negli Stati Uniti la serie è stata trasmessa per la prima volta sul canale PBS Kids dal 1° settembre 2003 al 25 febbraio 2006; in Italia è andata in onda su Rai 2 dal 14 agosto 2007 al 19 ottobre 2007.

### 1ª stagione
| Episodio | Titolo originale           | Titolo italiano                     | Prima TV originale | Prima TV italiana  |
| -------- | -------------------------- | ----------------------------------- | ------------------ | ------------------ |
| 1        | Keeping Cool               | Evan il babysitter                  | 1 settembre 2003   | 19 settembre 2007  |
| 1        | Socks & Snooze             | Calzini e sonnellini                | 1 settembre 2003   | 19 settembre 2007  |
| 2        | The Monster in 3B          | Il mostro                           | 1 settembre 2003   | 20 settembre 2007  |
| 2        | Cat-tastrophe              | Due pestiferi gattini               | 1 settembre 2003   | 20 settembre 2007  |
| 3        | Jorge and the Dog Run      | Un nuovo amico per Clifford         | 17 settembre 2003  | 21 settembre 2007  |
| 3        | Clifford's Clubhouse       | La sede del circolo                 | 17 settembre 2003  | 21 settembre 2007  |
| 4        | Paw Print Picasso          | Impronte artistiche                 | 15 ottobre 2003    | 24 settembre 2007  |
| 4        | Hup Hup                    | Un amico molto speciale             | 15 ottobre 2003    | 24 settembre 2007  |
| 5        | Sock It to Me              | Jorge ha un nuovo giocattolo        | 1 ottobre 2003     | 25 settembre 2007  |
| 5        | My Toy                     | Il giocattolo preferito di Clifford | 1 ottobre 2003     | 25 settembre 2007  |
| 6        | Friends of All Ages        | Tricksie, il cane acrobata          | 8 ottobre 2003     | 26 settembre 2007  |
| 6        | Clifford's Super Sleepover | Una serata speciale                 | 8 ottobre 2003     | 26 settembre 2007  |
| 7        | Clifford's Field Trip      | La gita scolastica                  | 10 dicembre 2003   | 27 settembre 2007  |
| 7        | Helping Paws               | Clifford babysitter                 | 10 dicembre 2003   | 27 settembre 2007  |
| 8        | Nina's Perfect Party       | Una festa a sorpresa                | 17 dicembre 2003   | 17 settembre 2007  |
| 8        | Just the Right Size        | Le chiavi smarrite                  | 17 dicembre 2003   | 17 settembre 2007  |
| 9        | Something Special          | Il talento di Clifford              | 29 ottobre 2003    | 14 settembre 2007  |
| 9        | Shun Gets in the Game      | L'importante è partecipare          | 29 ottobre 2003    | 14 settembre 2007  |
| 10       | Clifford's Winter Spirit   | Prima nevicata                      | 5 novembre 2003    | 13 settembre 2007  |
| 10       | Flo-Motion                 | La gattina orgogliosa               | 5 novembre 2003    | 13 settembre 2007  |
| 11       | No Small Parts             | Nina grande regista                 | 16 febbraio 2004   | 12 settembre 2007  |
| 11       | Fine Feather Friend        | Amici per le piume                  | 16 febbraio 2004   | 12 settembre 2007  |
| 12       | Sing-a-Song Norville       | Norville ugola d'ora                | 17 febbraio 2004   | 7 settembre 2007   |
| 12       | Tell Me a Tale             | Una storia fantastica!              | 17 febbraio 2004   | 7 settembre 2007   |
| 13       | Hoop Dreams                | Partita di Evan                     | 18 febbraio 2004   | 18 settembre 2007  |
| 13       | Doggie Duds                | Uno spiacevole imprevisto           | 18 febbraio 2004   | 18 settembre 2007  |
| 14       | Best Nest                  | Il nido scomparso                   | 19 febbraio 2004   | 15 ottobre 2007    |
| 14       | Practice Makes Perfect     | Lezioni di pittura                  | 19 febbraio 2004   | 15 ottobre 2007    |
| 15       | Your Secret Valentine      | Buon San Valentino, Clifford!       | 20 febbraio 2004   | 10-11 ottobre 2007 |
| 15       | Perfect Pet                | Una scelta difficile                | 20 febbraio 2004   | 10-11 ottobre 2007 |
| 16       | My Blanky                  | Il segreto di Emily                 | 5 settembre 2004   | 30 agosto 2007     |
| 16       | With Friends Like You      | Un amico premuroso                  | 5 settembre 2004   | 30 agosto 2007     |
| 17       | Time Out                   | Un'agenda piena di impegni          | 8 settembre 2004   | 31 agosto 2007     |
| 17       | Sniff, Sniff               | L'influenza                         | 8 settembre 2004   | 31 agosto 2007     |
| 18       | A Promise Is a Promise     | La promessa                         | 12 settembre 2004  | 4 settembre 2007   |
| 18       | Share and Share Alike      | Una montagna di libri               | 12 settembre 2004  | 4 settembre 2007   |
| 19       | Fall Feast                 | La festa dell'autunno               | 15 settembre 2004  | 11 settembre 2007  |
| 19       | Team Spirit                | Così non vale!                      | 15 settembre 2004  | 11 settembre 2007  |
| 20       | Oh, Brother                | Benvenuto fratellino                | 19 settembre 2004  | 9 ottobre 2007     |
| 20       | Up, Up, & Oops!            | Aquiloni che passione!              | 19 settembre 2004  | 9 ottobre 2007     |
| 21       | Moving On                  | Il trasloco                         | 22 settembre 2004  | 4-5 ottobre 2007   |
| 21       | Fair Is Fair               | Il giorno della fiera               | 22 settembre 2004  | 4-5 ottobre 2007   |
| 22       | Grooming Gloom             | Toletta per cani                    | 26 settembre 2004  | 3-2 ottobre 2007   |
| 22       | The Letter                 | Il concerto rock                    | 26 settembre 2004  | 3-2 ottobre 2007   |
| 23       | Adopt-a-Pup                | Adotta un cucciolo                  | 15 febbraio 2005   | 28 settembre 2007  |
| 23       | Jokes on You               | Scherzi di carnevale                | 15 febbraio 2005   | 28 settembre 2007  |
| 24       | Lights, Camera, Action     | Ciak, si gira!                      | 16 febbraio 2005   | 5 settembre 2007   |
| 24       | Basketball Babysitter      | Una giornata allo stadio            | 16 febbraio 2005   | 5 settembre 2007   |
| 25       | The Halloween Bandit       | L'intruso                           | 17 febbraio 2005   | 6 settembre 2007   |
| 25       | An Honest Spin             | Gira, gira trottola                 | 17 febbraio 2005   | 6 settembre 2007   |

### 2ª stagione
| Episodio | Titolo originale             | Titolo italiano                | Prima TV originale | Prima TV italiana  |
| -------- | ---------------------------- | ------------------------------ | ------------------ | ------------------ |
| 26       | Small Packages               | Piccolo è bello                | 12 settembre 2005  | 16-17 ottobre 2007 |
| 26       | Clifford's Magic Lamp        | I tre desideri                 | 12 settembre 2005  | 16-17 ottobre 2007 |
| 27       | Finders Keepers              | Ho trovato qualcosa            | 13 settembre 2005  | 14 agosto 2007     |
| 27       | You're Famous                | Un'amica famosa                | 13 settembre 2005  | 14 agosto 2007     |
| 28       | Puppy Dog Power              | Un cucciolo pieno di energia   | 14 settembre 2005  | 24 agosto 2007     |
| 28       | Extra! Extra!                | Notizie da prima pagina        | 14 settembre 2005  | 24 agosto 2007     |
| 29       | Sandcastle Hassle            | La gara dei castelli di sabbia | 15 settembre 2005  | 15 agosto 2007     |
| 29       | School Daze                  | Il primo giorno di scuola      | 15 settembre 2005  | 15 agosto 2007     |
| 30       | Celebrating Spring           | Comincia la primavera          | 16 settembre 2005  | 28 agosto 2007     |
| 30       | Garden Delights              | Giochi all'aperto              | 16 settembre 2005  | 28 agosto 2007     |
| 31       | Clifford the Scary Puppy     | Il cucciolo fantasma           | 26 ottobre 2005    | 18-19 ottobre 2007 |
| 31       | Things That Go Bump          | Una notte movimentata          | 26 ottobre 2005    | 18-19 ottobre 2007 |
| 32       | The Big, Big Present         | Il grande regalo               | 21 dicembre 2005   | 23 agosto 2007     |
| 32       | Hanukah Plunder Blunder      | Una sorpresa rovinata          | 21 dicembre 2005   | 23 agosto 2007     |
| 33       | Valentines Schmalentines     | Il regalo più bello            | 14 febbraio 2006   | 22 agosto 2007     |
| 33       | Just the Right Size          | Il ballo di San Valentino      | 14 febbraio 2006   | 22 agosto 2007     |
| 34       | The Big Surprise             | ?                              | 15 febbraio 2006   | ?-?                |
| 34       | Be My Guest                  | Un cucciolo geloso             | 15 febbraio 2006   | ?-?                |
| 35       | Clifford's Little Friend     | Il piccolo amico               | 16 febbraio 2006   | 17 agosto 2007     |
| 35       | Tricky Business              | Giochi di prestigio            | 16 febbraio 2006   | 17 agosto 2007     |
| 36       | But I Really, Really Saw It! | Giuro che l'ho visto           | 17 febbraio 2006   | 21 agosto 2007     |
| 36       | The Perfect Pancake          | Le frittelle perfette          | 17 febbraio 2006   | 21 agosto 2007     |
| 37       | Show and Tell                | Mostra e descrivi              | 20 febbraio 2006   | 1-? ottobre 2007   |
| 37       | What a Story                 | Una favola molto speciale      | 20 febbraio 2006   | 1-? ottobre 2007   |
| 38       | Lost and Found               | Il coniglietto smarrito        | 22 febbraio 2006   | 16 agosto 2007     |
| 38       | Basketball Blunders          | La partita di pallacanestro    | 22 febbraio 2006   | 16 agosto 2007     |
| 39       | Heroes and Friends           | Voglio essere un eroe!         | 25 febbraio 2006   | 29 agosto 2007     |
| 39       | The Cookie Crumbles          | Briciole di biscotti           | 25 febbraio 2006   | 29 agosto 2007     |

## Personaggi e doppiatori
| Personaggio            | Doppiatore originale | Doppiatore Italiano |
| ---------------------- | -------------------- | ------------------- |
| Clifford               | Lara Jill Miller     | Barbara Pitotti     |
| Emily-Elizabeth Howard | Grey DeLisle         | Ilaria Latini       |
| Mark Howard            | Cam Clarke           | Maurizio Reti       |
| Caroline Howard        | Grey DeLisle         | Irene Di Valmo      |
| Daffodil il coniglio   | Kath Soucie          | Antonella Baldini   |
| Flo il gatto           | LaTonya Holmes       | Monica Ward         |
| Zo il gatto            | Ogie Banks           | Maura Cenciarelli   |
| Jorge                  | Jess Harnell         | Stefano Crescentini |
| Norville               | Henry Winkler        | Luigi Ferraro       |
| Nina                   | Masiela Lusha        | Laura Lenghi        |
| Evan Thomas Tayler     | Orlando Brown        |                     |
| Vanessa                | LaTonya Holmes       |                     |
| Gruff il cane          | Jess Harnell         |                     |
| Shun                   | Lauren Tom           |                     |